# Ullensaker
Ullensaker è un comune norvegese della contea di Akershus.
Centro principale e capoluogo del comune è Jessheim.